# Spritz

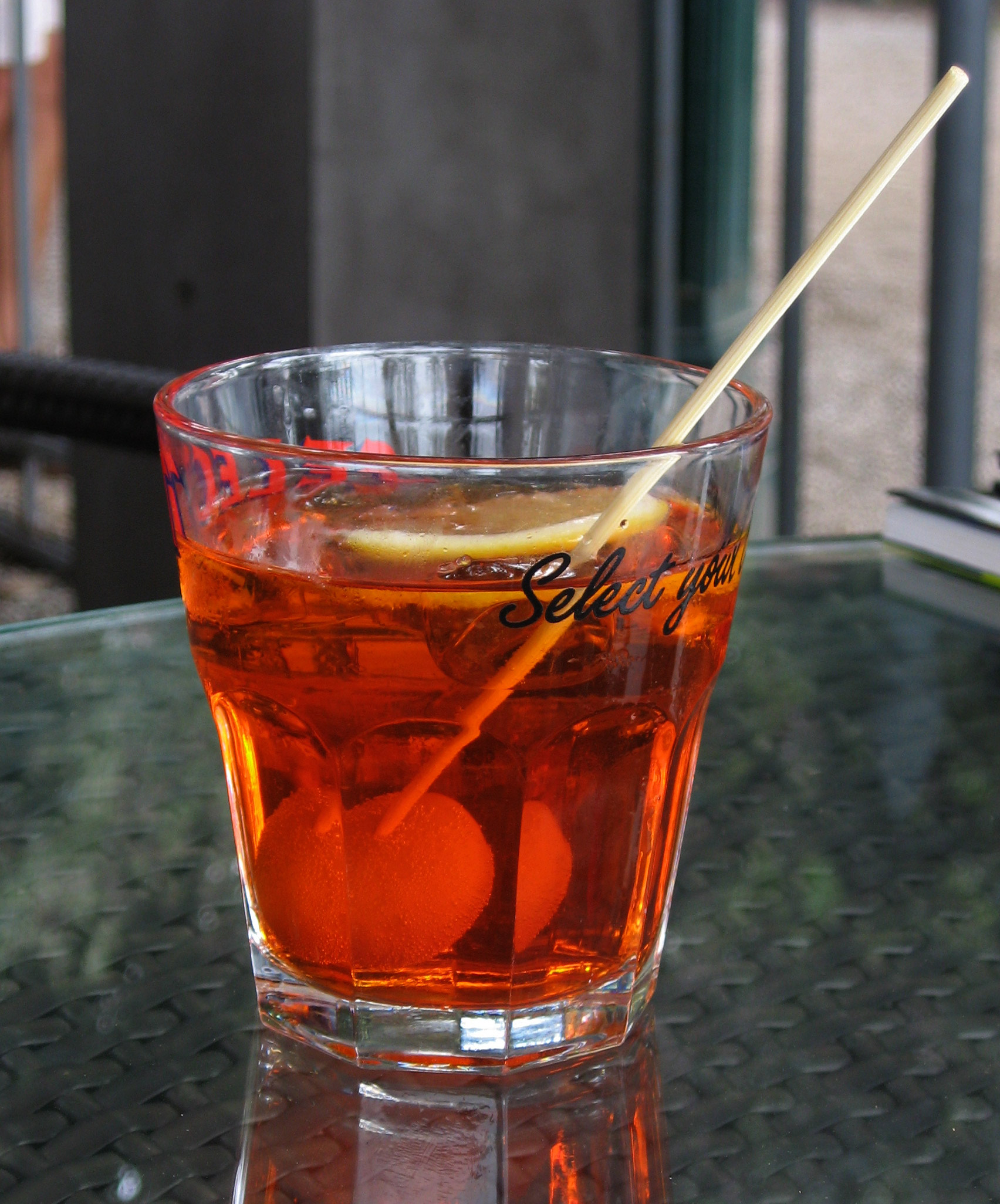

El spritz es un aperitivo alcohólico italiano a base de vino blanco, bíter —normalmente Campari, Aperol o Select— y agua de Seltz. Desde 2011 es un cóctel reconocido oficialmente por la IBA, que ha registrado la variante de Treviso a base de prosecco, mientras que en Venecia la tradición es utilizar vino blanco tranquilo. 

## Historia
El origen del spritz se remonta a principios del siglo XIX, con la costumbre de las tropas del Imperio austríaco, durante el periodo austrohúngaro, de diluir el vino «Tocaj», el actual «Friulano», con agua carbonatada, para compensar lo que percibían como alto contenido alcohólico.
De ahí el origen del nombre, que se dice que deriva del verbo alemán spritzen, que significa ‘salpicar’, es decir, realizar el acto de diluir vino con agua carbonatada. Así nació la primera versión del spritz. Esta costumbre, que pronto se extendió entre la población local y se mantuvo casi inalterada no sólo en Austria, sino también en Trentino-Alto Adigio, sigue viva en todo Friul-Venecia Julia, donde el spritz clásico sigue siendo el compuesto por vino, agua carbonatada y una rodaja de limón. La siguiente evolución del spritz llegó con la difusión del agua de Seltz, mucho más carbonatada que la clásica.
Tras la Primera Guerra Mundial, la costumbre del aperitivo se generalizó. Presumiblemente en esta época, entre los años 1920 y 1930 entre Venecia y Padua, comenzó a crearse una de las innumerables variantes, la mezcla del spritz (cuya receta original aún se conserva) con bíter. De hecho, en esa época, gracias al trabajo de los hermanos Pilla, nació en Venecia el bíter Select y la tradición de consumirlo diluido con soda o agua de soda. Mientras tanto, los hermanos Barbieri, de Padua, habían creado Aperol, otro bíter.
En los años 1950, en medio de la nueva costumbre del aperitivo veneciano, los nuevos bíter y el auge económico, el spritz no tardó en popularizarse, primero en Venecia y Padua y, a partir de los años 1970, en toda la región del Véneto, luego en el norte de Italia y finalmente en todo el país, hasta convertirse en un cóctel consumido en todo el mundo.
Desde 2011 ha sido oficializado por la IBA primero con el nombre de «spritz veneciano», y después simplemente como «spritz». También contribuyó a su fama nacional la empresa Aperol, que lanzó una campaña publicitaria masiva a principios de 2008, promoviendo así su difusión por toda la península.

## Composición

### Ingredientes

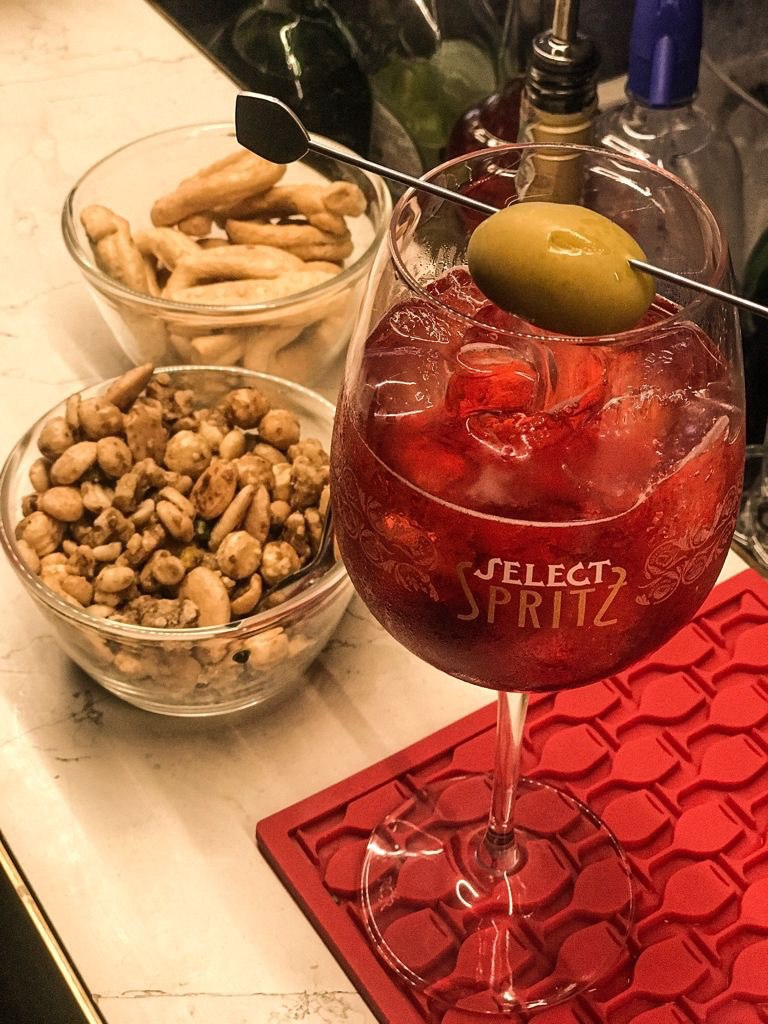
Un spritz veneciano

El spritz se prepara con un vino blanco espumoso (normalmente prosecco), un bíter como Aperol, Campari o Select (que da al cóctel un color rojo/naranja) y agua carbonatada o de Seltz. Otros licores utilizados pueden ser Cynar o China Martini.
La receta veneciana requiere:
- 7,5 cl de prosecco.
- 5 cl de Select.
- 2,5 cl de soda/Seltz.
- Una aceituna verde.

La receta véneta requiere:
- 1/3 de vino blanco espumoso.
- 1/3 de bíter.
- 1/3 de agua carbonatada.
- Una rodaja de naranja o limón según el bíter.

La receta oficial de la IBA establece:
- 9 cl de prosecco.
- 6 cl de Aperol.
- Un chorrito de soda/Seltz.

### Preparación
El spritz se prepara vertiendo en un vaso con hielo, en este orden: prosecco, Aperol y, por último, soda, adornando después con media rodaja de naranja.

## Variantes

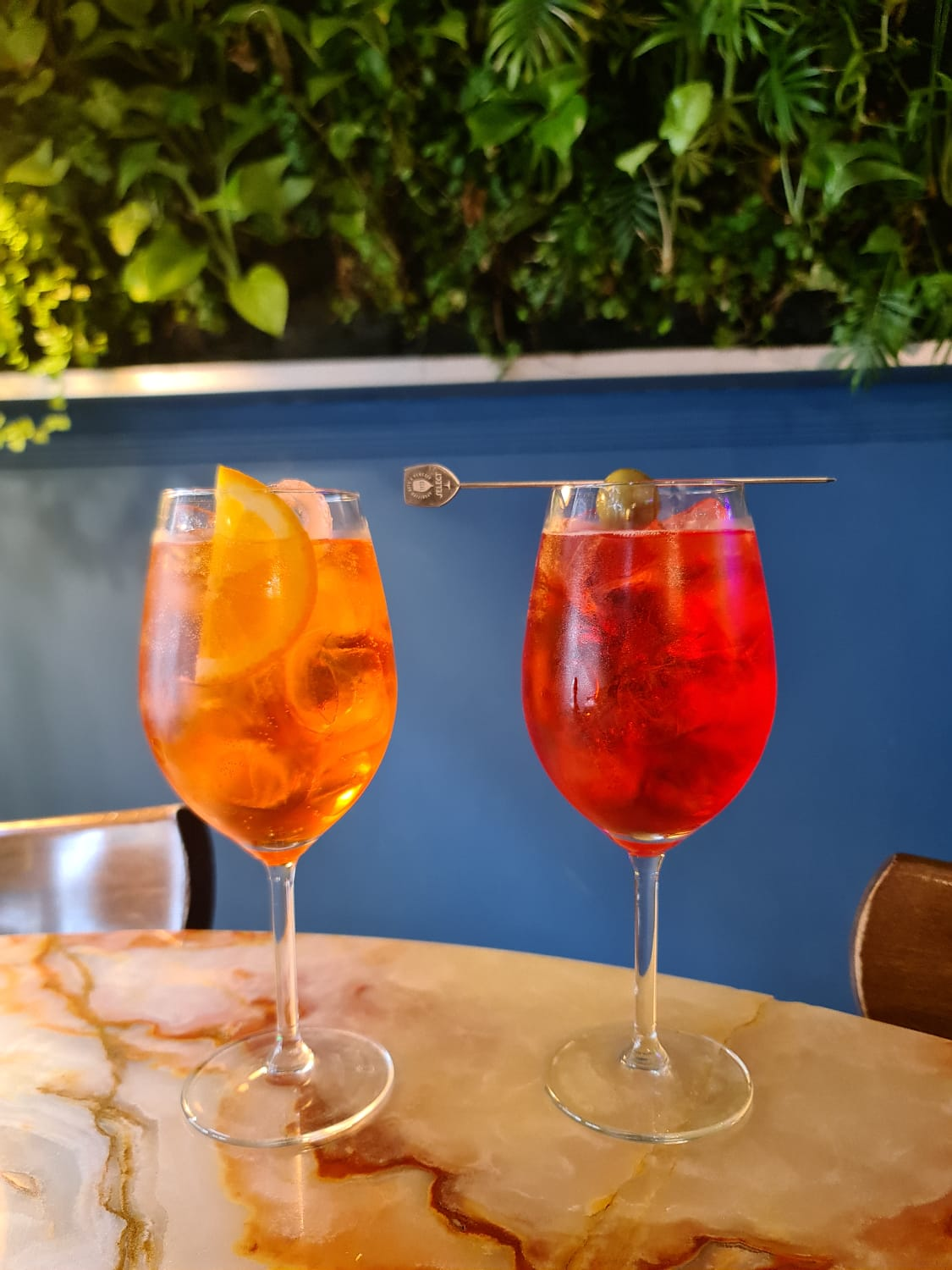
Dos tipos de spritz

Existen distintas variantes de spritz, más o menos extendidas por el territorio.
- Spritz Select, considerado el original.[9] La receta lleva Select, prosecco, agua carbonatada o de Seltz y una aceituna, aunque la tradición veneciana sustituye el prosecco por un vino blanco tranquilo.
- Spritz Aperol, la receta más popular y oficial de la IBA.
- Spritz Campari, receta IBA con sustitución de Aperol por Campari. Esta variante, a veces con adición de zumo de naranja, también se denomina «bicicleta».[18]
- Spritz Cynar, receta IBA que sustituye el Aperol por Cynar, un bíter a base de hojas de alcachofa. Ligeramente amargo con toques botánicos, especialmente popular en la región del Véneto.
- Spritz blanco, preparado sólo con prosecco y agua carbonatada/Seltz, sin amargo añadido.
- Spritz triestino, muy similar al original austrohúngaro, consistente simplemente en vino blanco y Seltz (o agua carbonatada).
- En la zona alta de Vicenza y en la meseta de Asiago sigue existiendo el spritz coa macia (spritz con la mancha), consistente en vino blanco y Seltz (o agua carbonatada) con una pequeña adición de Aperol o Campari (la mancha precisamente).

La elección del vino también es característica del spritz. En las distintas zonas del Triveneto y sus alrededores, la receta original también se identifica por el vino. En Treviso es prosecco, en Padua vino blanco espumoso, en Venecia vino blanco tranquilo, en Udine es Tocai friulano.
El pirlo, un aperitivo de Brescia, probablemente se desarrolló paralelamente al spritz, pero a diferencia de éste se elabora con vino blanco tranquilo.